# 王以鑄
王以铸（1925年—2019年6月18日），天津人，毕业于北京大学英文系，中国大陆翻译家。王以铸通晓中文、古希腊文、拉丁文、英文、法文、日文、德文、俄文共8种语言、略通希伯来文、西班牙文，被认为是唯一可以和钱锺书用不同语言“交流沟通”的学者。
王從古希臘原文譯出希羅多德的《歷史》，並以文言文譯出日本文學名著、吉田兼好的随笔集子《徒然草》，2002年獲中國翻譯協會表彰，授與「資深翻譯家」的稱號。家境富裕，幼年在私塾度過，好舊體詩，詩詞集《傾蓋集》收有他的詩作。

## 生平
1925年，王以铸出生在天津，父亲是一名商人，思想开放，姐姐没有裹脚。
儿时，王以铸住在天津八国租界，各种语言的书店数不胜数，培养了他的英文和法文能力。
王以铸毕业于北京大学英文系。后来在天津的家里自学7年，自学了日文、德文和意大利文。
王以铸曾在天津南开中学等教书。
中华人民共和国建国后，王以铸在人民文学出版社工作。
1966年，毛泽东发起文化大革命，王以铸被下放到咸宁市五七干校劳动改造，期间他主要研究唐诗和唐朝方言。
2019年6月18日去世。

## 家庭
王以铸妻子崔妙因，毕业于北京辅仁大学英文系、北京师范大学，通晓英文、德文、法文。

## 譯著
- 汉译世界学术名著丛书
  - 《历史》（〔古希腊〕希罗多德）[2]
  - 《编年史》（〔古罗马〕塔西佗）[3]
  - 《战争史》（第九卷為《秘史》）（〔拜占庭〕普罗科匹乌斯）[4]
  - 《古代东方史》（〔俄罗斯〕阿甫基耶夫）[5]
  - 《古代罗马史》（〔俄罗斯〕科瓦略夫）[6]
  - 《喀提林阴谋　朱古达战争》（撒路斯提乌斯）[7]
  - 《恺撒评传》（〔苏联〕谢·勒·乌特琴柯）[8]
- 其他
  - 《奧古斯都》（特威兹穆尔）[9]
  - 《歌德席勒叙事谣曲选》（〔德国〕歌德、席勒）
  - 《徒然草》（〔日本〕吉田兼好）
  - 《王尔德诗歌》（〔英国〕王尔德）

## 奖项
- 2004年，中国翻译协会“资深翻译家”荣誉称号。